# Giáo phận vương quyền Regensburg
Giáo phận vương quyền Regensburg (tiếng Đức: Fürstbistum Regensburg; Hochstift Regensburg) là một Thân vương quốc giáo hội nhỏ của Đế chế La Mã Thần thánh nằm gần Thành bang đế chế tự do Regensburg ở Bayern. Nó được nâng lên thành Thân vương quốc Regensburg vào năm 1803 sau khi Tổng giáo phận Mainz giải thể. Không nên nhầm lẫn Giáo phận vương quyền Regensburg với Giáo phận Công giáo La Mã Regensburg, nơi lớn hơn đáng kể.

## Lịch sử
Giáo phận được thành lập vào năm 739 bởi Thánh Boniface; ban đầu nó trực thuộc Tổng giáo phận Salzburg. Vào thế kỷ XIII, Giáo phận Regensburg trở thành Giám mục vương quyền của Đế chế La Mã Thần thánh với một ghế và quyền bỏ phiếu tại Đại hội Đế chế. Là một vùng đất thuộc Công quốc Bayern, Giám mục vương quyền không thể mở rộng về mặt lãnh thổ và vẫn là một trong những lãnh thổ nhỏ nhất của Đế quốc.
Trong quá trình Hòa giải Đức năm 1803, Giáo phận vương quyền đã được hợp nhất với Thành bang đế chế tự do Regensburg và các vùng lãnh thổ khác để thành lập ra Thân vương quốc Regensburg. Karl Theodor Anton Maria von Dalberg trở thành thân vương đầu tiên đầu tiên. Năm 1810, giáo phận trở thành một phần của Vương quốc Bayern, mặc dù nó vẫn giữ tư cách giáo phận. Điều này xảy ra sau sự sụp đổ của Đế chế La Mã Thần thánh vào năm 1806 trong Chiến tranh Liên minh thứ ba.
Hiệp ước Bayern năm 1817 sau cái chết của Dalberg đã hạ cấp Tổng giáo phận Regensburg thành một giáo phận phụ thuộc vào tổng giám mục Munich và Freising.